# 李文潮 (少將)
李文潮，男，祖籍江蘇省濱海縣、出生于江蘇省響水。中國大陸政治人物、軍事人物、中共黨員。
中國人民解放軍少將軍階，曾任中國人民解放軍驻澳门部队政治委员、中國人民解放軍駐香港部隊副政委、广西军区政委等。  